# Resolució 1819 del Consell de Seguretat de les Nacions Unides
La Resolució 1819 del Consell de Seguretat de les Nacions Unides fou adoptada per unanimitat el 18 de juny de 2008. El Consell ha demanat que el secretari general Ban Ki-moon renovi fins al 20 de desembre el mandat d'un grup d'experts i especialistes financers que ha estat nomenat per controlar l'aplicació de l'embargament d'armes a Libèria com avaluar els progressos realitzats pel país en la recuperació del comerç de fusta i diamants.

## Detalls
En virtut del Capítol VII de la Carta de les Nacions Unides, el Consell va demanar al Grup d'Experts de les Nacions Unides sobre Libèria que informés al Consell abans de l'1 de desembre mitjançant el seu Comitè de sancions sobre totes les qüestions que figuren en el paràgraf 5 de la resolució 1792 (2007), que inclou: finançament per al comerç il·lícit d'armes; el compliment per part dels Estats membres de la congelació dels actius de l'ex president de Libèria, Charles Ghankay Taylor; el compliment per part del govern liberià del règim de certificació del procés de Kimberley; legislació forestal recent; i el progrés en els sectors de la fusta i el diamant. El Consell també va demanar al Panell que proporcionés actualitzacions informals segons correspongués, per endavant.
A més de la resolució, el Consell va acollir favorablement l'informe del Grup, que va abordar els problemes de diamants, fusta, sancions específiques i armes i seguretat a Libèria. Aquest informe (document S/2008/371) va assenyalar només petites violacions de l'embargament d'armes del Consell durant el mandat del Grup durant el darrer any, principalment la participació de la transferència a petita escala de municions i fusells de Costa d'Ivori i Guinea. També va assenyalar que no s'havia congelat cap dels aproximadament 20 milions de dòlars en ingressos fiscals desviats per l'expresident Taylor trobats com a part d'una prova de mostra.
L'informe també va indicar que el govern de Libèria havia realitzat progressos significatius en l'aplicació de la Llei de reforma forestal nacional de 2006, així com el règim de certificació del procés de Kimberley i el seu propi sistema de controls interns sobre importacions de diamants en brut. Des de l'aixecament de les sancions sobre diamants en brut, l'Oficina del Diamant del Govern havia emès 43 certificats del Procés de Kimberley i 39 enviaments de diamants bruts havien estat exportats legalment a partir del 15 de maig.